# Dmitri Petelin
Dmitri Aleksandrovitch Petelin (em russo:  Дмитрий Александрович Петелин; Qostanay, 10 de julho de 1983) é um cosmonauta da Roscosmos baseado no Instituto de Voo Espacial Yuri Gagarin.

## Biografia
Dmitri Aleksandrovitch Petelin nasceu no dia 10 de julho de 1983 na cidade de Qostanay, Cazaque Soviético (hoje é a República do Cazaquistão. Entre 1990-1992 ele estudou na escola Nº24 de Udatchny, na República de Sakha. Entre 1992-1997 no ensino médio de Druzhba. Em 2000 ele se formou no Liceu de Física e Matemática em Qostanay. Depois de se formar no liceu, ele entrou no Departamento Aeroespacial da Universidade Estadual do Ural do Sul. Em 2005 ele recebeu um diploma de engenheiro em "engenharia de aeronaves e helicópteros".
Antes de se juntar ao esquadrão de cosmonautas, trabalhou como um engenheiro projetista de 3ª categoria no Departamento de Projetos Aeronáuticos da Empresa de Engenharia Científica LLC.

### Carreira como cosmonauta
Em janeiro de 2012, ele enviou sua documentação para a disputa de entrada no corpo de cosmonautas. Em 30 de outubro de 2012, iniciou seu treinamento. Após completar seu treino, ele se qualificou como cosmonauta em 16 de junho de 2014.
No dia 3 de novembro de 2020, ele foi aprovado pela Comissão de Seleção de Cosmonautas como Engenheiro de Voo 2 e suplente da Soyuz MS-18 e na tripulação principal da Soyuz MS-19. Em março de 2021, devido ao retorno vos lançamentos internacionais pela Roscosmos, a astronauta Anne McClain foi incluída como suplente da Soyuz MS-18 em vez do Dmitrii Petelin.
Ele treinou como reserva da Soyuz MS-19, suplente da Expedição 67 e como principal na Expedição 68.